# Horace Silver
Horace Silver (2. září 1928 Norwalk, Connecticut – 18. června 2014) byl americký jazzový pianista a skladatel. Jeho otec, známý pod jménem John Tavares Silva, pochází z Kapverdských ostrovů, jeho matka má irsko-americký původ. Silver je pionýrem jazzového stylu hard bop, je také znám svým osobitým smyslem pro humor a téměř funky hrou na klavír. Mezi své hudební vlivy řadí gospel, africkou a latinskoamerickou hudbu, on sám ovlivnil také vznik soul jazzu.

## První hudební krůčky
Začal nejdříve hrát na tenorsaxofon, později ale přesedlal na klavír. Jeho hru na saxofon nejvíce ovlivnil Lester Young, vzorem hry na klavír pak byl hlavně Bud Powell. Silvera objevil v roce 1950 saxofonista Stan Getz. Bylo to při jejich společném vystoupení v malém jazzklubu v Hatfordu ve státě Connecticut, kdy Silverovo trio doprovázelo Getze. Několik jejich společných koncertů pak vyústilo ve nahrávání tří Getzových skladeb. Pro Silvera to tehdy byla první zkušenost s nahráváním.
V roce 1951 se odstěhoval do New Yorku, kde se každé pondělí účastnil jazzových jamů v klubu Birdland. Tehdy si ho také všimlo vedení z nahrávací společnosti Blue Note Records. Vedlo to až k podpisu nahrávací smlouvy. Jejich vzájemná spolupráce trvala až do roku 1980. V New Yorku také spolu s bubeníkem Art Blakeym založil legendární jazzový ansámbl The Jazz Messengers.
V letech 1952–53 se se svým triem zúčastnil třech nahrávacích session. Za bicími tu vždy seděl Art Blakey, u kontrabasu se vystřídali Gene Ramsey, Curly Russell a Percy Heath. Jejich spojení vydrželo čtyři roky, během nichž vznikla řada alb. Jedno z nich (vydané jako dvě samostatné desky) – A Night at Birdland – je některými hudebními kritiky označováno jako první hardbopová nahrávka. S duem Silver–Blakey tu hrají Russell na kontrabas, Clifford Brown na trubku a Lou Donaldson na saxofon. Horace Silver byl také při nahrávání jiného vlivného hardbopového alba – Walkin’ od Milese Davise.

## Léta u Blue Note
Od roku 1956 nahrával pod svým vlastním jménem pro label Blue Note Records. Byl dokonce blízkým přítelem Alfreda Liona, který byl jedním z majitelů. Ten také povolil, aby si sám produkoval své desky, což bylo v této době dost neobvyklé. Během let nahrávání pro Blue Note pomohl utvářet jazzový styl hard bop, který vnáší do jazzu prvky gospelu a rhythm and blues. Vliv gospelu je dobře slyšet na jednom z největších Silverových hitů – The Preacher, který sice nechtěl nahrávat, ale Lion ho k tomu dokázal přesvědčit.
Jeho nahrávky z této doby jsou plné rytmických změn a pestrých hudebních nápadů, což mu přineslo široké hudební publikum. Silverova hra na piáno se měnila od agresivní, téměř až perkusivní, hry až k svěží romantické hře. V jeho bystrém používání repetic se dá vysledovat počátek funky, a to ještě dlouho před tím, než se tento styl ujal. Během této doby si v jeho bandu zahrály budoucí jazzové hvězdy, mezi něž patřili saxofonisté Junior Cook a Hank Mobley, trumpetista Blue Mitchell a bubeník Louis Hayes. V této době vznikla klíčová alba jako: Horace Silver Trio (1953), Horace Silver and the Jazz Messengers (1955), Six Pieces of Silver (1956) a Blowin' the Blues Away (1959), na kterém je jeho slavná skladba Sister Sadie.

## Pozdější léta
Po tom, co mu vypršela smlouva u Blue Note, pokračoval v nahrávání svěží hudby. Jeho album Continuity of Spirit (1985), které vyšlo na jeho vlastním labelu Silveto, obsahuje jeho výjimečnou spolupráci s orchestrem. V devadesátých letech odpověděl na vlnu funky a popu, která čerpala z jeho hudebních nápadů, deskou It's Got to Be Funky (Columbia, 1993). Později žil se svou rodinou v Kalifornii. V roce 2008 se objevily zprávy, že Silver trpí Alzheimerovou chorobou. Zemřel o šest let později ve věku 85 let.

## Výběr z diskrografie
Jako leader pro Blue Note
- 1952: New Faces-New Sounds
- 1953: Introducing the Horace Silver Trio
- 1955: Horace Silver and the Jazz Messengers
- 1956: Six Pieces of Silver
- 1957: The Stylings of Silver
- 1958: Further Explorations by The Horace Silver Quintet
- 1959: Finger Poppin' with The Horace Silver Quintet
- 1959: Blowin' the Blues Away
- 1960: Horace-Scope
- 1961: Doin' the Thing, The Horace Silver Quintet at The Village Gate
- 1962: The Tokyo Blues
- 1963: Silver's Serenade
- 1964: Song for My Father
- 1965: The Cape Verdean Blues
- 1966: The Jody Grind
- 1968: Serenade to a Soul Sister
- 1969: You Gotta Take A Little Love
- 1970: The United States of Mind Phase I : That Healin' Feelin'
- 1971: The United States of Mind Phase II : Total Response
- 1972: The United States of Mind Phase III : All
- 1972: In Pursuit of the 27th Man
- 1975: Silver 'N Brass
- 1976: Silver 'N Wood
- 1977: Silver 'N Voices
- 1978: Silver 'N Percussion
- 1979: Silver 'N Strings Play The Music Of The Spheres